# Ключевка (Ребріхинський район)
Клю́чевка (рос. Ключевка) — селище у складі Ребріхинського району Алтайського краю, Росія. Входить до складу Зеленорощинської сільської ради.

## Населення
Населення — 171 особа (2010; 188 у 2002).
Національний склад (станом на 2002 рік):
- росіяни — 95 %